# Accadia
Accadia é uma comuna italiana da região da Puglia, província de Foggia, com cerca de 2.678 habitantes. Estende-se por uma área de 30 km², tendo uma densidade populacional de 89 hab/km². Faz fronteira com Bovino, Deliceto, Monteleone di Puglia, Panni, Sant'Agata di Puglia.

## Demografia
| Variação demográfica do município entre 1861 e 2011                               |
|                                                                                   |
| Fonte: Istituto Nazionale di Statistica (ISTAT) - Elaboração gráfica da Wikipedia |